# D.B. Logemann
Dirk Burghard(t) Logemann (Rotterdam, 7 januari 1872 - Katwijk, 25 juni 1964) was een Nederlands architect bij de dienst Gemeentewerken Rotterdam. Bouwwerken van Logemann zijn onder meer de Regentessebrug, Bibliotheek Erasmus, het voormalige Gemeentearchief Rotterdam en de Algemene Begraafplaats Crooswijk. In 1932 verliet hij de dienst gemeentewerken vanwege een reorganisatie.

## Bouwwerken

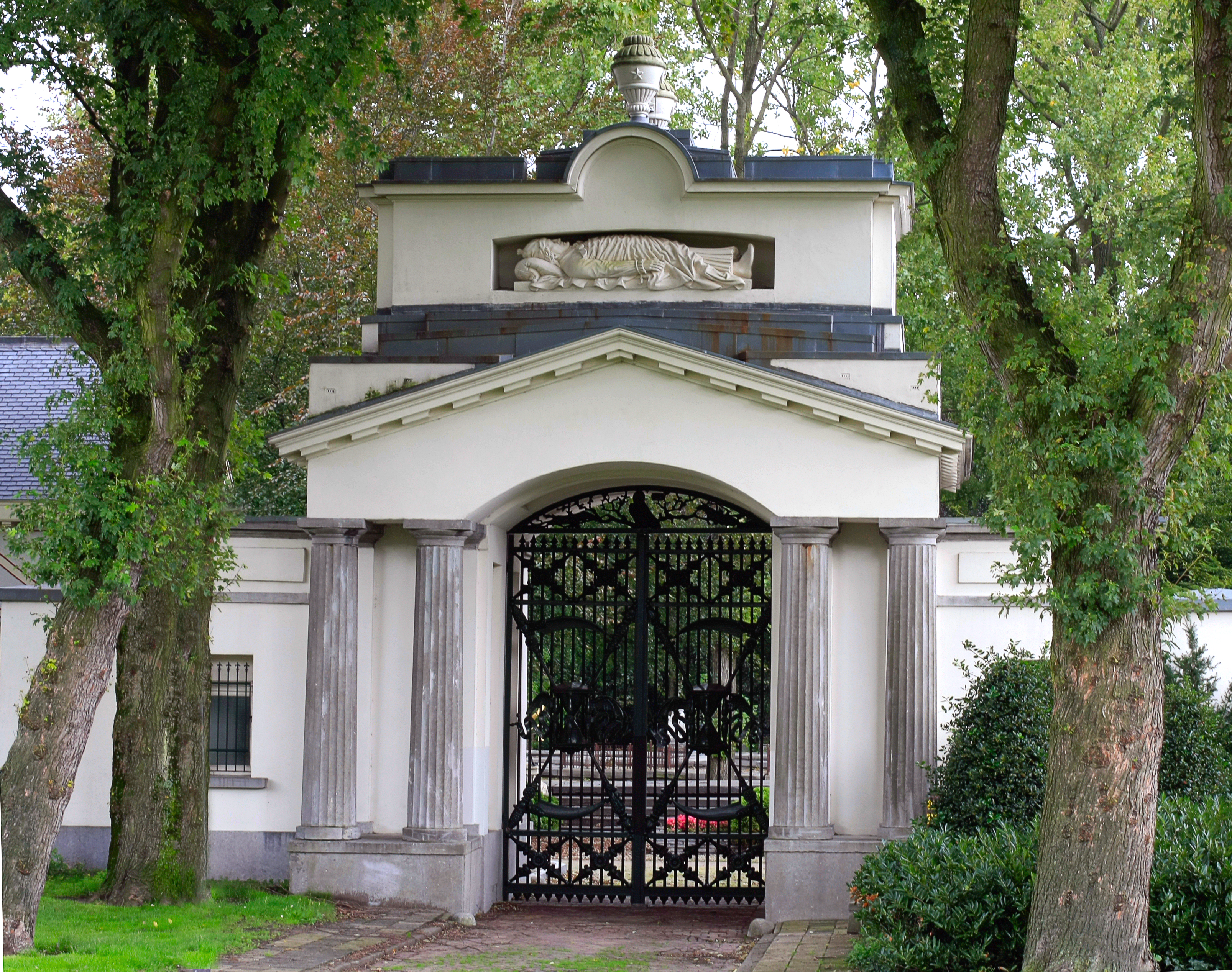
Oude entree Algemene Begraafplaats Crooswijk (ontwerp van Pieter Adams).
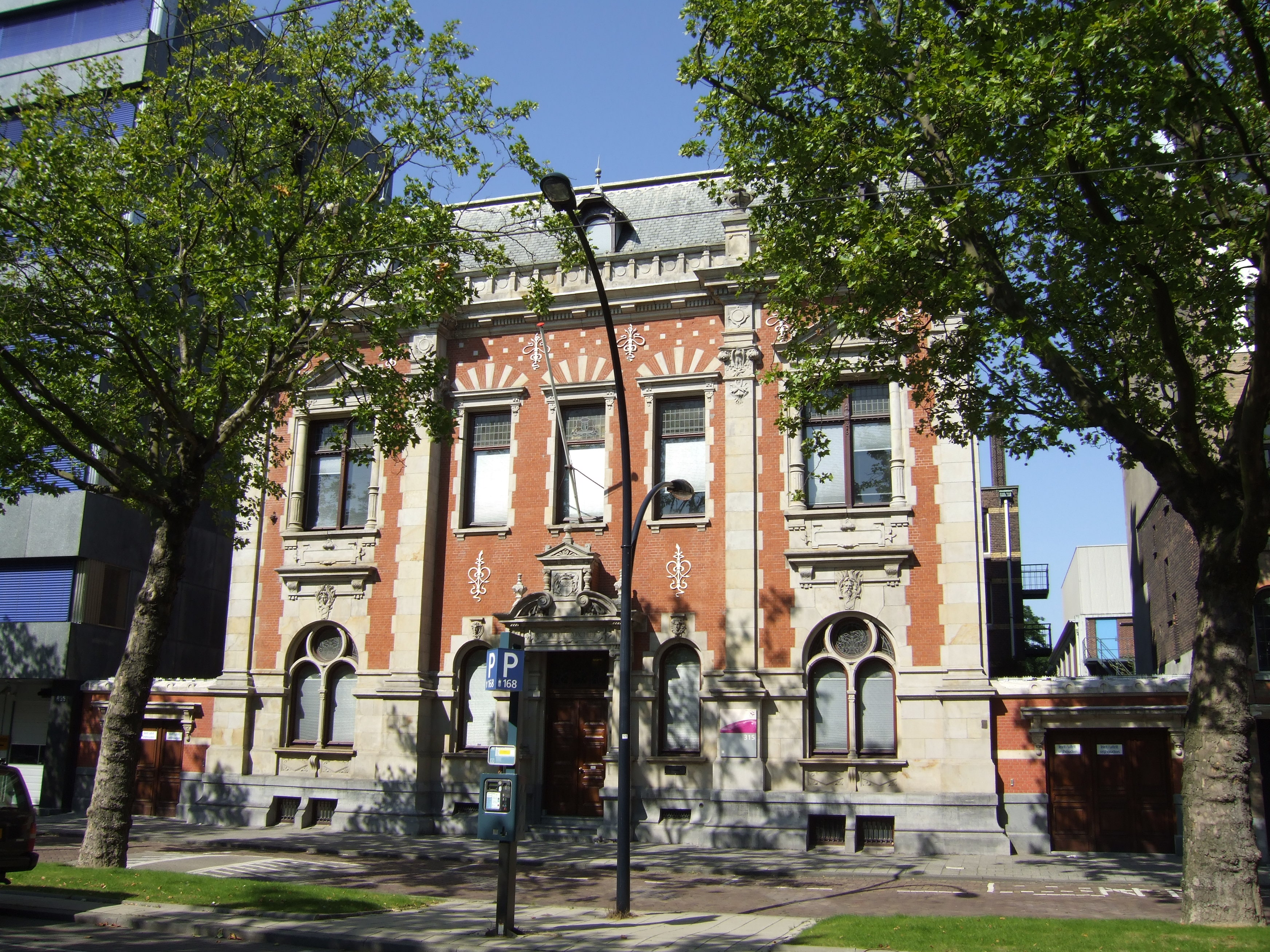
Gemeentearchief Rotterdam aan de Mathenesserlaan
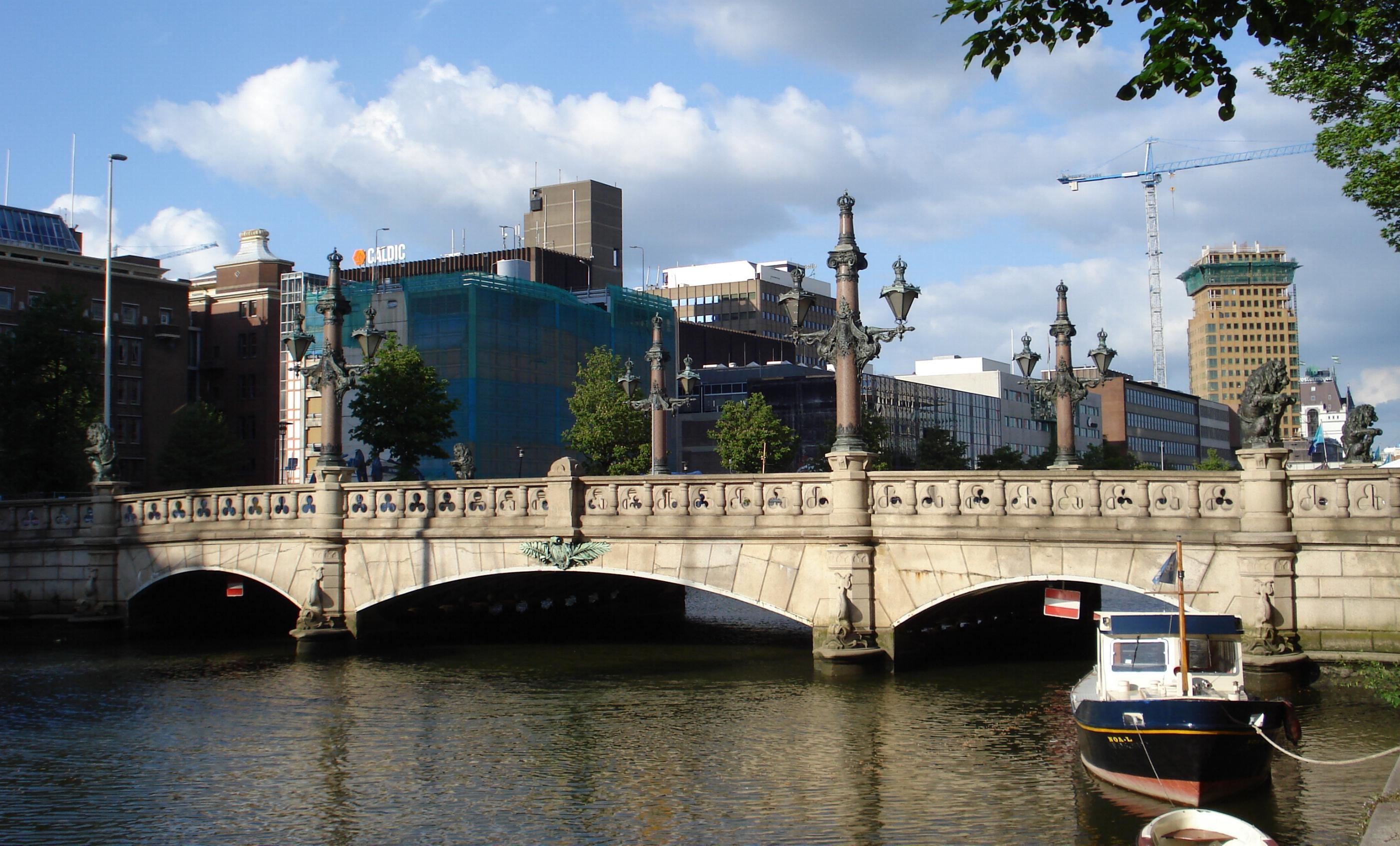
Regentessebrug
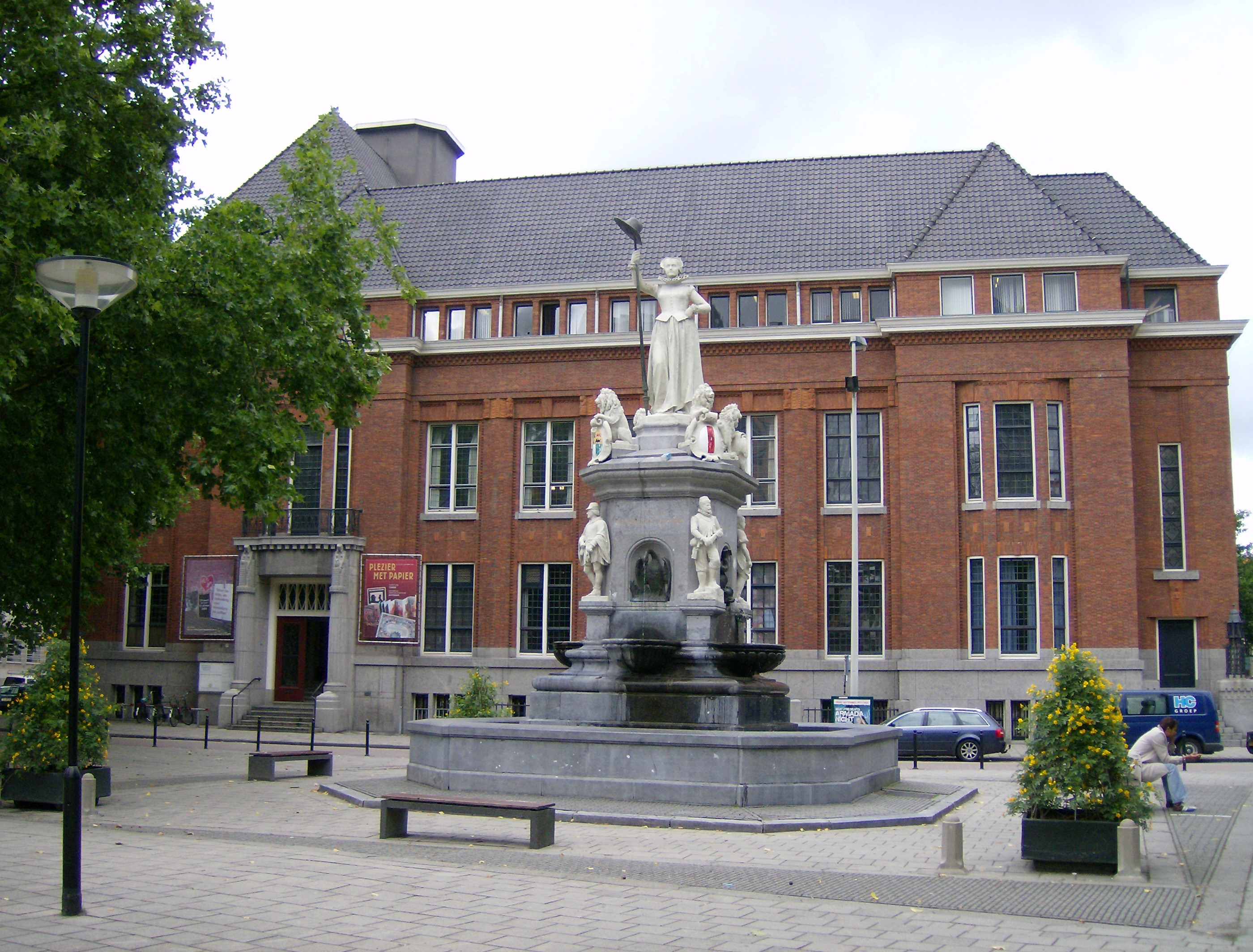
Bibliotheek Erasmus